# 의왕 청계사 동종
사인비구 제작 동종 - 의왕청계사동종(思印比丘 製作 銅鍾 - 儀旺淸溪寺銅鍾)은 대한민국 경기도 의왕시, 청계사에 있는 조선시대의 종이다. 조선 숙종 27년, 1701년에 제작되었다. 1980년 6월 2일 경기도의 유형문화재 제96호 청계사동종으로 지정되었다가, 2000년 2월 15일 대한민국의 보물 제11-7호로 승격, 지정되었다.

## 개요
조선 숙종 때 경기도와 경상도 지역에서 활동한 승려인 사인비구에 의해서 만들어진 조선시대 종이다.
사인비구는 18세기 뛰어난 승려이자 장인으로 전통적인 신라 종의 제조기법에 독창성을 합친 종을 만들었다. 현재 그의 작품 8구가 서로 다른 특징을 보이며 전해지고 있다.
종의 높이는 115cm, 입지름 71cm이며, 무게가 700근이나 나가는 큰 종이다. 종의 꼭대기에는 두마리의 용이 종을 매다는 고리 역할을 하고 있고, 어깨와 종 입구부분에는 꽃과 덩굴을 새긴 넓은 띠가 있다. 어깨 띠 아래로는 연꽃모양의 9개의 돌기가 사각형의 유곽 안에 있고, 그 사이사이에는 보살상들이 서있다.
종의 허리에는 중국에서 영향을 받은 듯한 2줄의 굵은 횡선이 둘러져 있고, 그 아래로 글이 남아 있어 만든 사람과 시기를 알 수 있다.
18세기의 종의 형태를 잘 보여주는 것으로 조선 후기 범종 연구에 중요한 자료로 평가 받고 있다.

## 보물 승격사유
18세기의 종의 형태를 잘 보여주는 것으로 조선 후기 범종 연구에 중요한 자료로 평가 받고 있다.

## 현지 안내문

### 국문 설명
사인 비구 제작 동종-의왕 청계사 동종
思印 比丘 製作 銅鍾-儀旺 淸溪寺 銅鍾
보물 11-7호
이 동종은 승려 사인이 1701년에 제자들과 함께 만든 종이다. 사인은 17세기 중반부터 18세기 초반까지 활동한 주종장(鑄鍾匠)으로, 그가 남긴 작품 중 8개의 동종이 보물 제11호로 지정되었다.
종의 꼭대기에는 두 마리 용의 머리가 서로 연결되어 종을 매다는 고리 역할을 하게 되어 있다. 한국 범종의 전통적인 양식에서 이러한 용뉴는 한 마리 용으로 된 장식과 음통으로 이루어져 있고, 쌍룡으로 장식된 것은 드물다. 또한 한국 범종에 일반적으로 나타나는 당좌가 만들어지지 않았다는 점도 이 종의 두드러진 특징이다. 당좌 대신 종의 몸통 하부에는 명문이 양각으로 새겨져 있으며, 종이 만들어진 연대, 시주된 사찰, 종장 및 시주자들의 명단이 기록되어 있다.
일제강점기에 일본이 전쟁에 사용할 물자를 확보하기 위해 대규모 수탈정책을 실시했을 때, 이 종도 빼앗길 위기에 처했었다. 청계사의 스님들이 종을 서울 봉은사로 옮겨 잠시 감춰두었고, 1975년에 비로소 청계사로 돌아왔다.
종의 높이는 115cm, 입지름 71cm이며, 무게는 420kg이다. 지금은 보존을 위해 부처님 오신 날에만 타종하고 있다.

### 영문 설명
Bronze Bell of Uiwang Cheonggyesa Temple
Treasure No. 11-7
This bronze bell was made in 1701 by a Buddhist monk named Sain and his disciples. Sain was a prominent bell-founder during the mid-17th and early 18th centuries. The eight bronze bells cast by him are collectively designated as Treasure No. 11.
The cannon at the top of this bell, by which it is hung, is decorated with twin dragon heads. In general, cannons of Korean Buddhist bells consist of a single dragon-shaped decoration and a tube for conveying sound, and it is uncommon to have this kind of twin dragon-shaped decoration. Also, this bell does not have any striking panels which are a basic element of a Korean Buddhist bell. Instead, the lower part of the bell body is carved in relief with information about the bell’s production year, the temple in which it was enshrined, and the names of its creators and funders.
During the Japanese colonial period (1910-1945), the monks of Cheonggyesa Temple hid this bell at Bongeunsa Temple in Seoul to avoid having it be taken by the Japanese authorities in their mobilization of raw materials, such as metal, for World War II. The bell was returned to its original location in 1975.
The bell measures 1.15 m in height, 71 cm in diameter at the mouth, and 420 kg in weight. The bell is struck only once a year on the Buddha’s Birthday to prevent deterioration.

## 사진

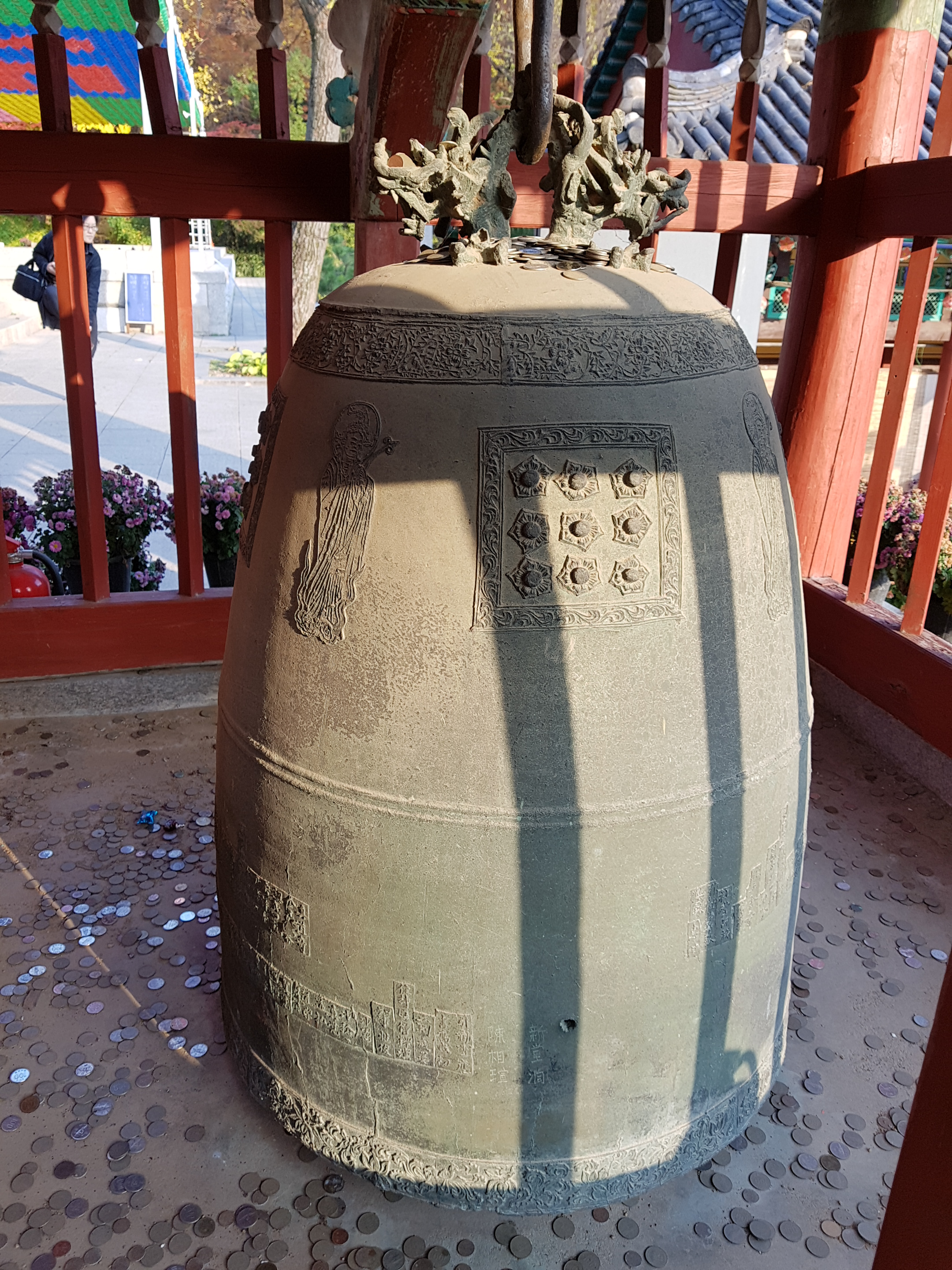
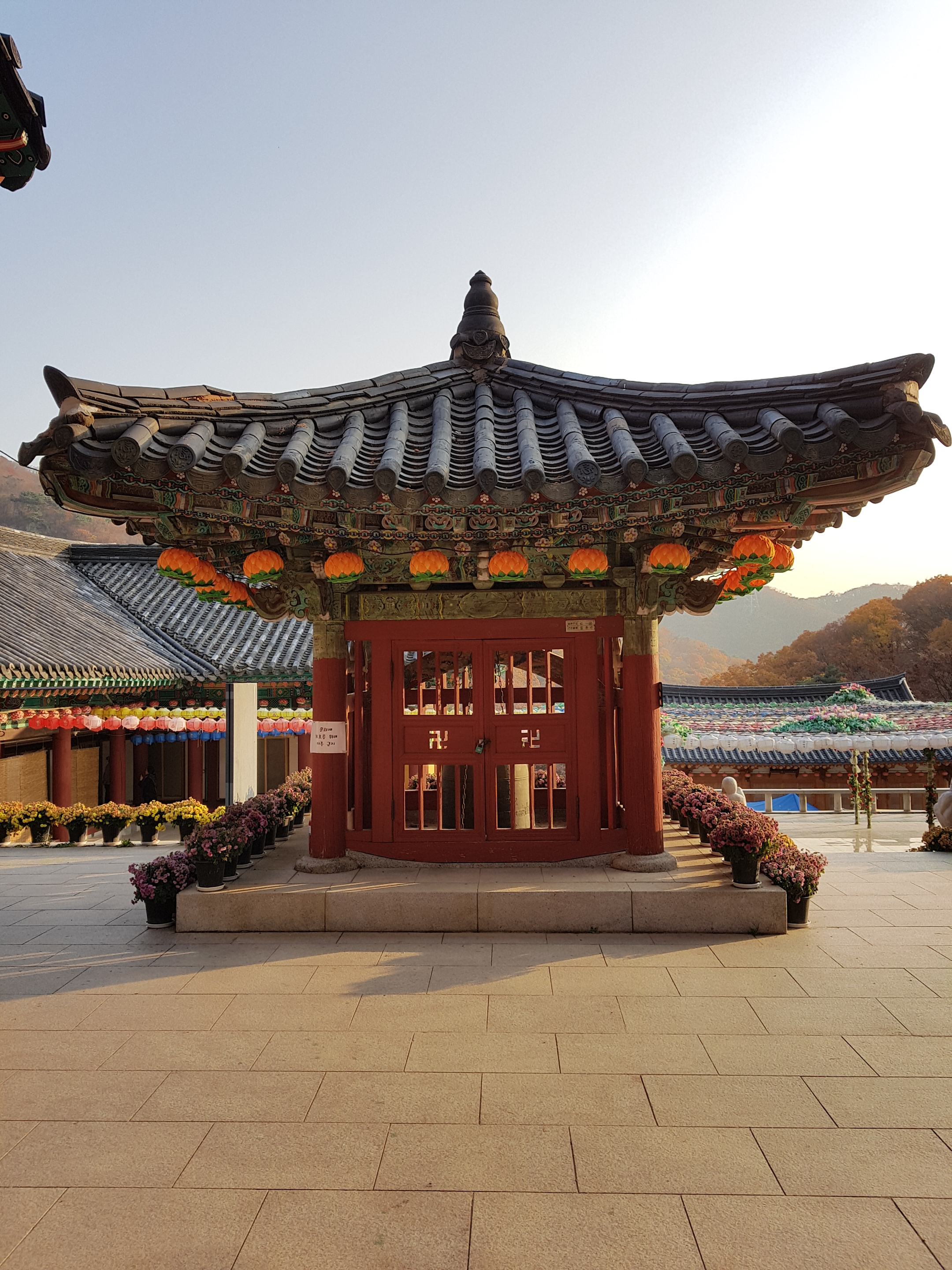
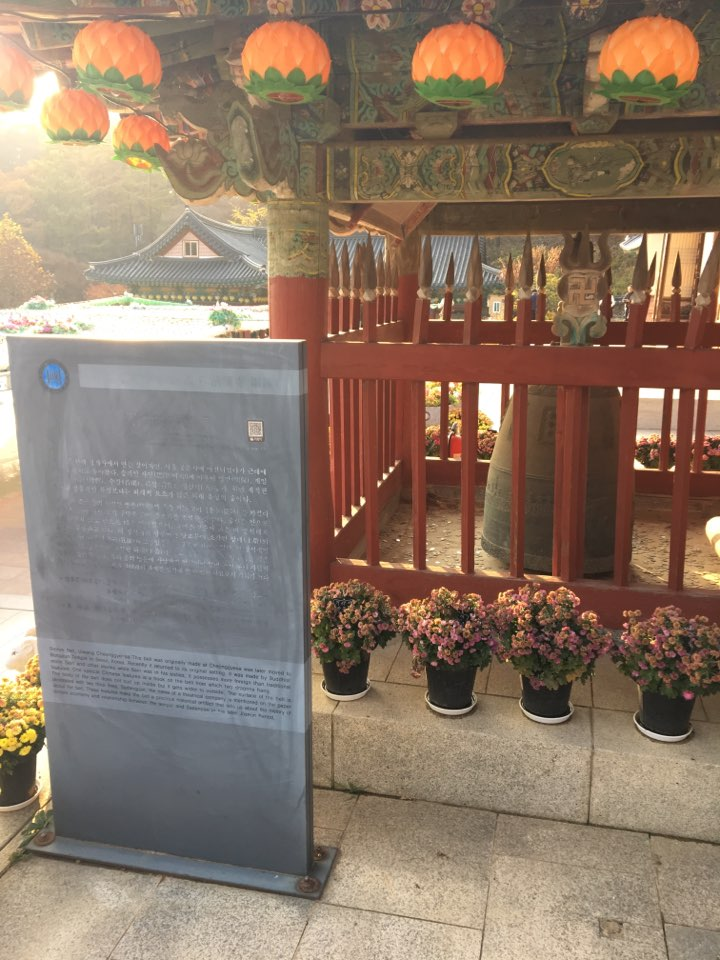

## 같이 보기
- 사인비구 제작 동종
- 청계사

## 참고 자료
- 의왕 청계사 동종 - 국가유산청 국가유산포털